# Alt St. Johann
Alt St. Johann (in einheimischer Mundart Àlt Sànnt Johànn oder Àlt Santjhán, franz. früher Saint-Jean-le-Vieux) ist eine ehemalige politische Gemeinde und eine Ortschaft im Toggenburg im Kanton St. Gallen in der Schweiz. Per 1. Januar 2010 fusionierten die Gemeinden Alt St. Johann und Wildhaus zur Gemeinde Wildhaus-Alt St. Johann.

## Geographie

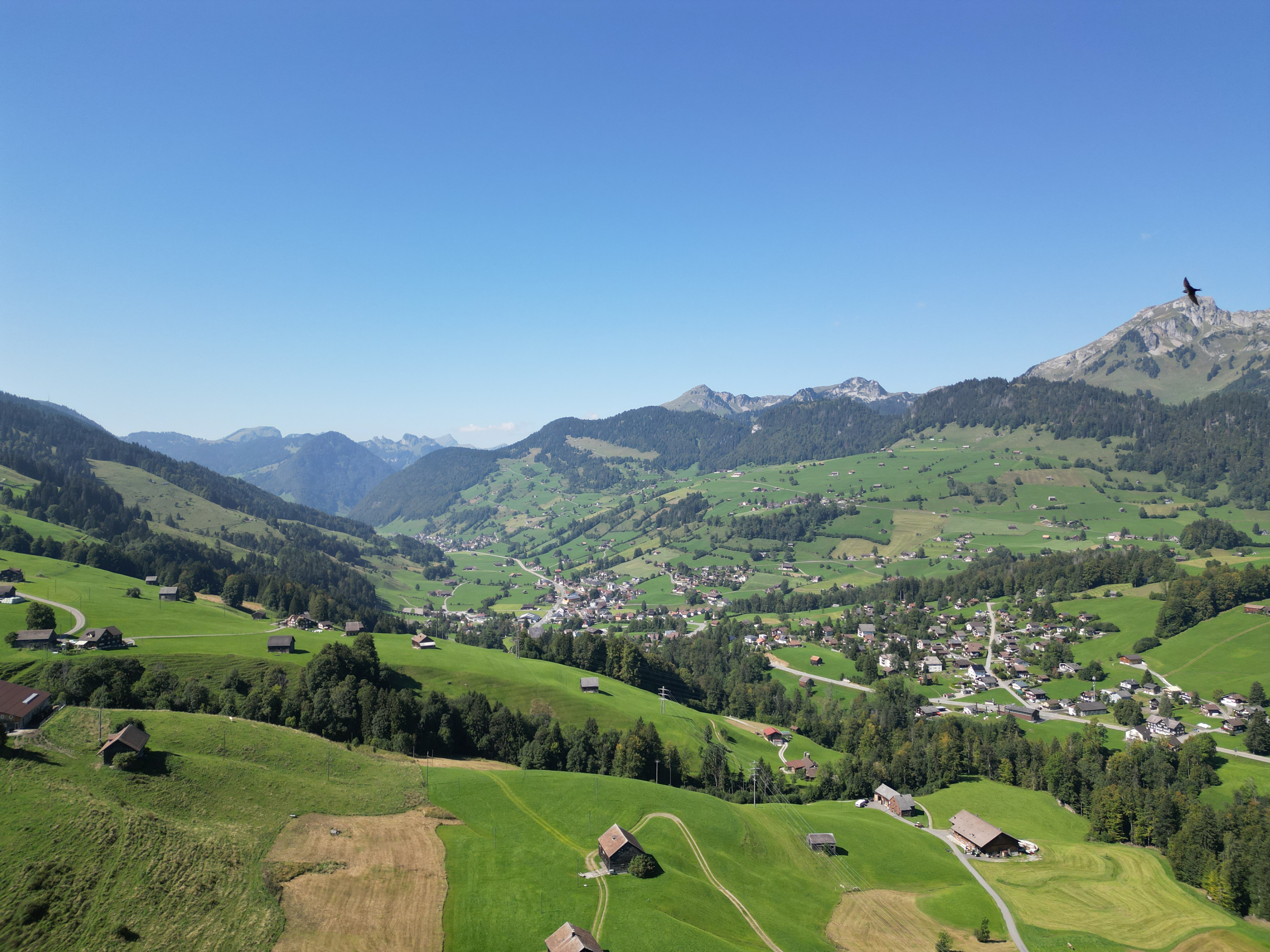
Alt St. Johann im Thurtal, nach Westen

Die bis zur Fusion zweitoberste Gemeinde im Thurtal umfasste die Ortschaften Alt St. Johann, Unterwasser und den Weiler Starkenbach im Talboden, Streusiedlungen an den Talseiten sowie ausgedehnte Alpen am nördlichen Hang der Churfirsten und an Ausläufern des Alpsteins. Oberhalb Alt St. Johann, bei der Alp Sellamatt, liegt die Köbelishöhle. Der höchste Punkt auf dem Gebiet der ehemaligen Gemeinde war der Hinterrugg mit 2306 m ü. M. und der tiefste Punkt mit 868 m jene Stelle, an der die Thur das Gemeindegebiet verlässt. Die Nachbargemeinden waren Wildhaus, Nesslau bzw. ab 2005 Nesslau-Krummenau, Stein SG, Amden, Quarten, Walenstadt und Grabs.

## Geschichte

Luftbild von Werner Friedli, 1964

In einer alpinen Karsthöhle im Toggenburg, dem Wildenmannlisloch, wurden altsteinzeitliche Funde gemacht. Romanische Alp- und Bergnamen weisen auf eine Nutzung durch eine romanisch sprechende Bevölkerung hin.

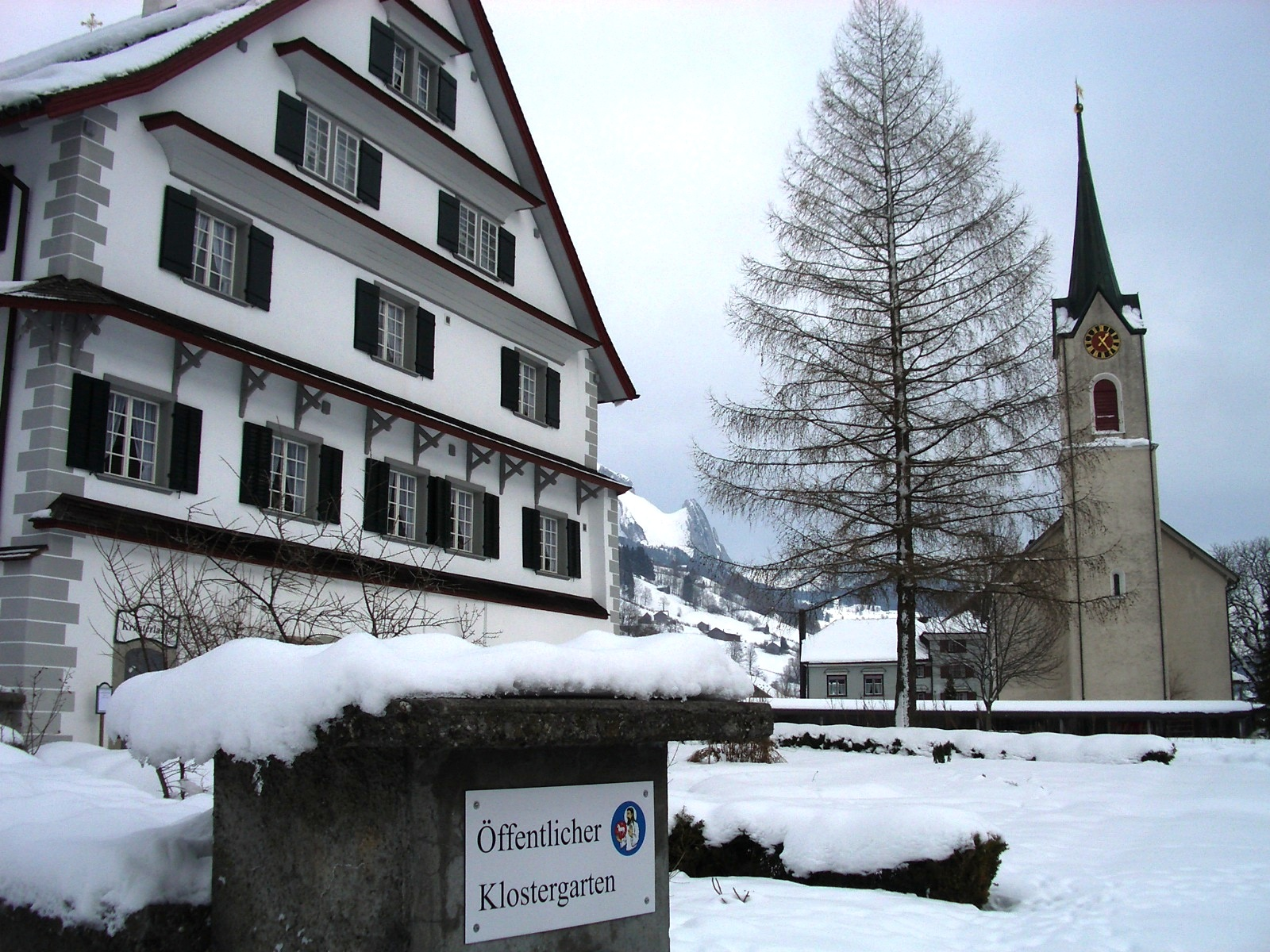
Kloster St. Johann, 1152 erwähnt; rechts evangelische Kirche

1152 wird ein Abt monasterii sancti Johannis Baptiste (Kloster St. Johann) erwähnt. Das von Benediktinern gegründete Kloster begründete auch den Ortsnamen. Um 1200 wurde die zwischen Stein und Starkenbach gelegene Burg Starkenstein erbaut. Sie war im Besitz der Grafen von Montfort bzw. von Werdenberg. Seit 1396 wurde die Schirmvogtei von den Grafen von Toggenburg übernommen. Die Burg ging 1414 an die Toggenburger und später an das Kloster St. Johann. Der Ort Sant Johann wird 1439 zum ersten Mal erwähnt. Er bildete einen Gerichtsbezirk der klösterlichen Herrschaft. 1445 fand auf dem Gemeindegebiet das Gefecht im Obertoggenburg im Verlaufe des Alten Zürichkriegs statt. 1468 erwarb die Fürstabtei St. Gallen die Grafschaft Toggenburg und damit auch die Landesherrschaft über Kloster und Gemeinde St. Johann. Nach der Inkorporation des Klosters St. Johann in die Fürstabtei St. Gallen im Jahr 1555 erhielt St. Johann 1559 die gleichen Rechte wie die anderen Toggenburger Gemeinden. Das Kloster St. Johann wurde ab 1626 nach Feuersbrünsten und mysteriösen Todesfällen talabwärts nach Sidwald bei Nesslau verlegt (Kloster Neu St. Johann). Für das Dorf bürgerte sich die Bezeichnung Alt St. Johann ein. 1803 entstand nach der Gründung des Kantons St. Gallen die politische Gemeinde Alt St. Johann, zu der bis 1833 auch Stein gehörte.
1950 und 1954/55 wurden Rettungsgrabungen an der inzwischen zur Ruine verfallenen Burg Starkenstein vorgenommen. Der grösste Teil der Burganlage ist heute durch einen Steinbruch zerstört. Nur Teile des Bergfrieds sind erhalten.

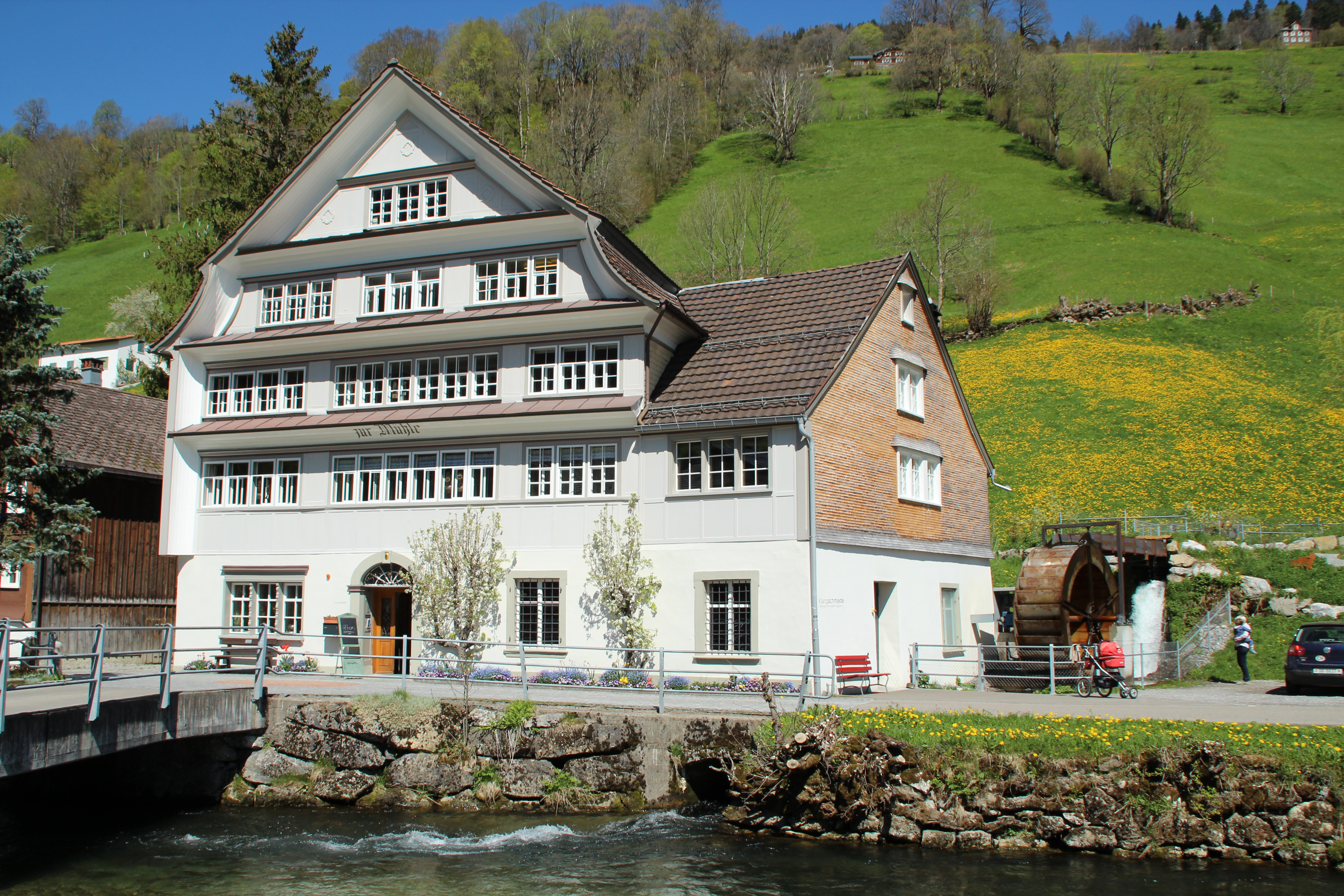
Alte Untermühle, 1536 erwähnt, dient neu als Klangschmiede der Klangwelt Toggenburg

Das wirtschaftliche Schwergewicht lag vom 16. bis 17. Jahrhundert an auf der Vieh- (Aufzucht, Milch, Fleisch) und Waldwirtschaft. Daneben bestanden bäuerliche Bedarfs- sowie Klein- und Kunstgewerbe (Musikinstrumentenbauer). Ende des 20. Jahrhunderts existierten 15 öffentliche und vier private Alpkorporationen. Um 1900 kam der Fremdenverkehr auf: Wander- und Naturschutzgebiete an den Bergseen Gräppelen und Schwendi sowie Wasserfälle der Säntisthur. 1918 erhielt Alt St. Johann Anschluss an den öffentlichen Verkehr durch die Pferdekutsche, später durch die Postautolinie Nesslau–Buchs. In der Folge wurde die Churfirstenregion durch Bergbahnen erschlossen: 1934 wurde die Standseilbahn Unterwasser–Iltios, die Iltiosbahn, als die erste Bergbahn im Toggenburg gebaut. 1938 kam die Schlitten-Standseilbahn Iltios–Stöfeli, 1946 der Sessellift Alt St. Johann–Alp Selamatt und 1972 die Luftseilbahn Iltios–Chäserrugg auf den Gipfel des Chäserrugg dazu. Heute sind die Bahnen Teil des Skigebiets Obertoggenburg.
Ab 1950 nahm die Zahl der Beschäftigten im zweiten und vor allem im dritten Wirtschaftssektor zu Lasten der bäuerlichen Betriebe stetig zu. In der Raumplanung arbeitet Alt St. Johann zusammen mit Wildhaus an einer qualitativen Entwicklung der Kurort-Region.
2010 wurde die ehemalige politische Gemeinde Alt St. Johann mit der Gemeinde Wildhaus auf den 1. Januar 2010 zur neuen Gemeinde Wildhaus-Alt St. Johann vereinigt.

## Bevölkerung
| Die zur Anzeige dieser Grafik verwendete Erweiterung wurde dauerhaft deaktiviert. Wir arbeiten aktuell daran, diese und weitere betroffene Grafiken auf ein neues Format umzustellen. (Mehr dazu) |

Am 1. Juli 2022 hatte die Ortschaft Alt St. Johann 882 Einwohner.

## Tourismus und Verkehr

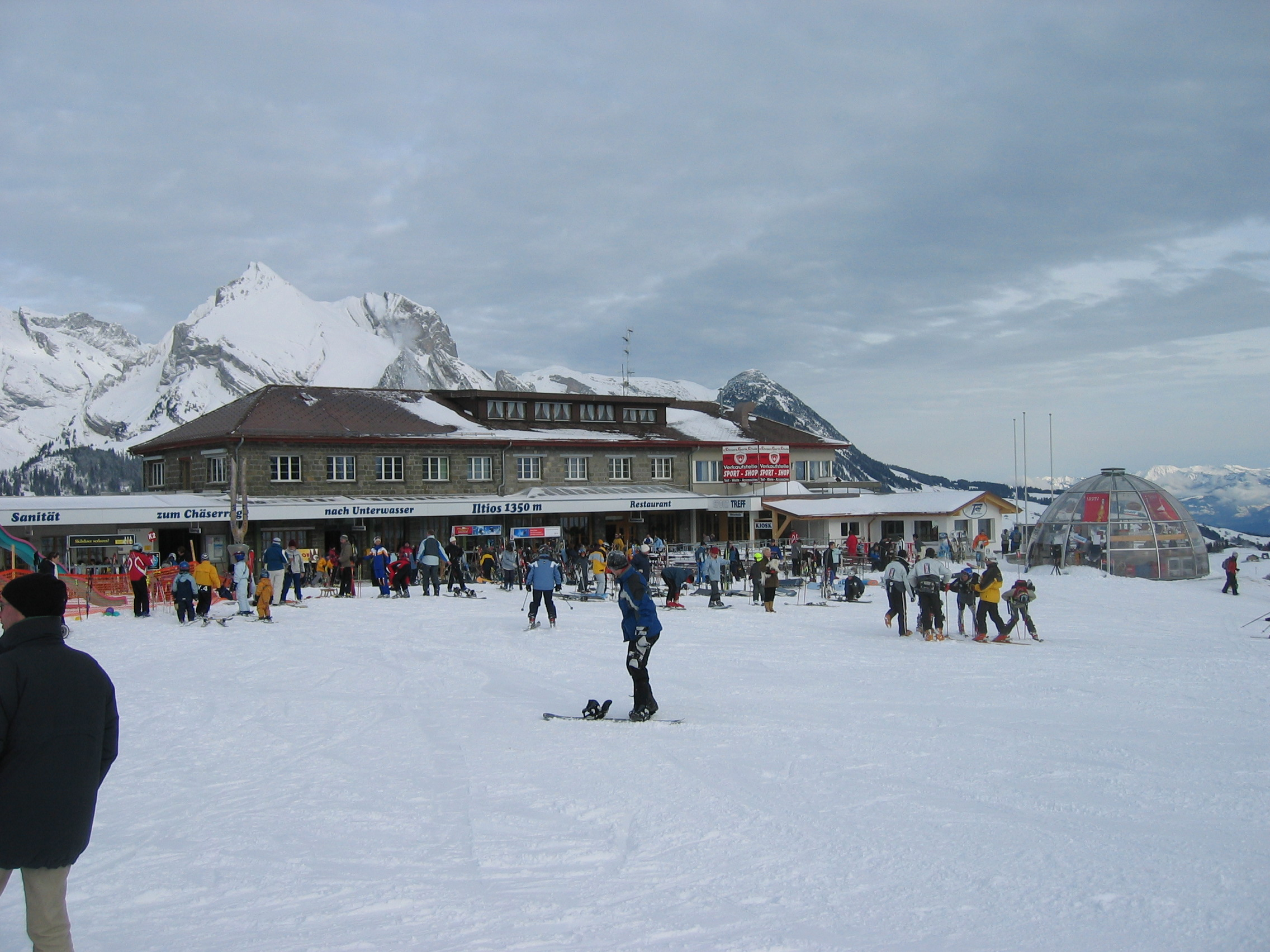
Bahnstation und Bergrestaurant Iltios

Alt St. Johann und das damals zugehörige Dorf Unterwasser blicken auf eine lange touristische Tradition zurück, so wurde bereits 1934 die erste Iltiosbahn gebaut, der zahlreiche weitere Transportanlagen folgten. Heute gehört Alt St. Johann mit Wildhaus und Unterwasser zum Skigebiet Obertoggenburg, das auf dem Chäserrugg eine Höhe von 2262 m erreicht. Seit 2019 ist das Ski- und Sommersportgebiet wegen des «Bergbahnstreits» in die Gebiete Alt St. Johann/Unterwasser und Wildhaus getrennt. Im Sommer und Winter ist es Ausgangspunkt für Wanderungen und Skitouren zum Säntis wie auch zu den Churfirsten.
Alt St. Johann liegt an der Hauptstrasse 16 Wil–Wildhaus–Buchs und wird im öffentlichen Verkehr im Halbstundentakt von der Postautolinie Nesslau–Wildhaus–Buchs bedient.
Durch das Gemeindegebiet verläuft der 60 Kilometer lange Thurweg, ein Wanderweg, der entlang der Thur von Wil nach Wildhaus führt.

## Sehenswürdigkeiten
Die katholische Kirche des ehemaligen Klosters stammt aus der Mitte des 17. Jahrhunderts, die reformierte Kirche wurde 1861 erbaut
Im Juli 2011 wurde in der ehemaligen Untermühle, einem Toggenburger Haus, die Klangschmiede als Sitz der Klangwelt Toggenburg eröffnet. Hier soll die traditionelle Schellen- und Hackbrettproduktion erhalten und als Schauhandwerk mit Ausstellungen öffentlich zugänglich gemacht werden.

## Kultur und Brauchtum

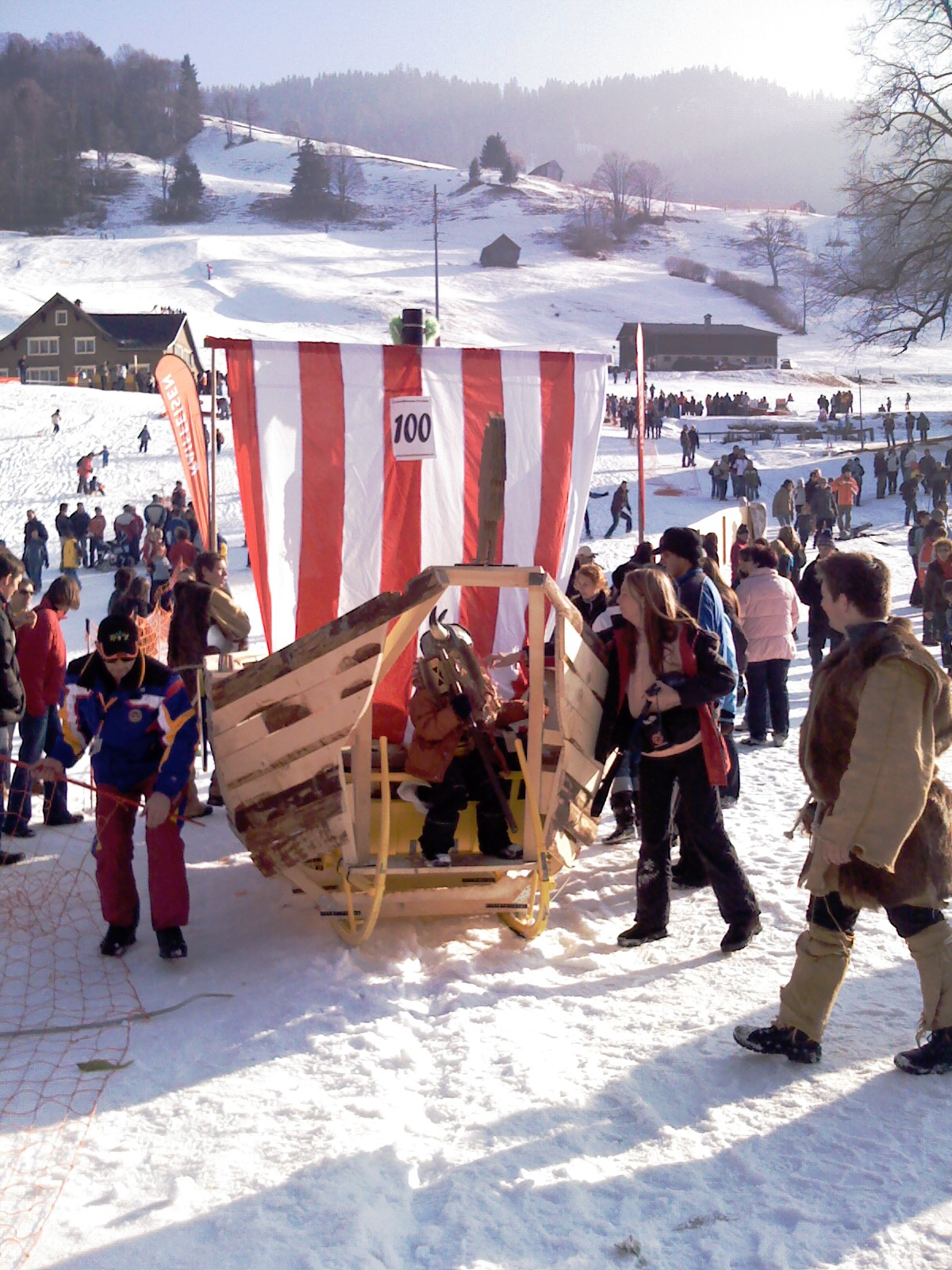
Hornschlittenrennen 17. Februar 2008

Seit 1988 fand jeweils im Februar das weit über das Toggenburg hinaus bekannte Hornschlittenrennen statt. In Spitzenjahren nahmen bis zu 200 Schlitten daran teil. Das letzte Rennen wurde 2013 durchgeführt.

## Persönlichkeiten
- Ulrich Ammann (1766–1842), Musikinstrumentenbauer
- Heinrich Aerne (1926–2013), Art-brut-Künstler
- Simon Ammann (* 1981), Skispringer